# Russes en Géorgie

Russes en Géorgie:
> 5 %
3-5 %
2-3 %
1-2 %
0,5-1 %
< 0,5 %

Il y a une petite population russe en Géorgie représentant moins de 0,5 % de la population totale. Pendant de nombreuses années, la Géorgie a fait partie de l'Empire russe, puis de l'Union soviétique. Comme les deux pays partagent une frontière, de nombreux russes se sont installés dans diverses régions de Géorgie. Ces dernières années, le nombre de Russes vivant en Géorgie a fortement diminué.
Pendant la période soviétique, la plupart des Russes étaient des citadins et constituaient un pourcentage disproportionnellement élevé de la population urbaine. En 1959, il y avait plus de 125 000 Russes rien qu'à Tbilissi (18,1 %). En plus de cela, les Russes représentaient 36,8 % de la population de Soukhoumi (ce qui en faisait le groupe ethnique le plus important à l'époque), 31,6 % à Roustavi, 26,8 % à Poti et 25,6 % à Batoumi. Il y avait aussi une importante communauté rurale russe à Ninotsminda, composée principalement de membres du groupe religieux doukhobor. Dans de nombreux endroits, le russe a servi de lingua franca, de même que de langue de communication interethnique avec les nombreuses autres minorités de Géorgie. 
Avec l'effondrement de l'Union soviétique, le russe n'a pas seulement été aboli en tant que langue officielle de facto du pays, la Géorgie a également fait face à plusieurs guerres, des difficultés économiques et des tensions ethniques sont apparues. Cela a conduit à une forte émigration de Russes de Géorgie, leur nombre passant de 341 172 en 1989 à 67671 en 2002 et à seulement 26453 en 2014.
Avec l'invasion de l'Ukraine par la Russie, une partie de l'opposition russe a émigrée, en partie vers la Géorgie. On estime qu'à la mi-mars 2022, il y avait déjà 100 000 citoyens russes et résidents russes qui s'étaient installé en Géorgie,. Dans la seule ville côtière de Batoumi, il y aurait jusqu'à 30 000 Russes selon des données officielles d'août 2023.

## Historique
Les Russes ethniques sont apparus en Géorgie en grand nombre après que la Géorgie soit devenue une partie de l'Empire russe en 1803.
Les données du recensement montrent que la population russe est passée de 83 à 407 886 personnes entre 1926 et 1959, puis a commencé à décliner lentement pour atteindre 341 172 en 1989. Presque tous les Russes ont quitté la Géorgie au cours des années 90 en raison de difficultés économiques, de tensions ethniques et autres raisons pour lesquelles le pourcentage de la population russe en Géorgie est passé de 6,3 % en 1989 à 0,5 % en 2014.

### Abkhazie
Une grande partie de sa population indigène a émigré en Turquie après le muhajirisme, avec pour résultat le repeuplement de la terre avec des Arméniens de souche et des Grecs pontiques. Les Russes représentaient 2 % des 100 000 habitants de l'Abkhazie en 1897. La population russe a augmenté entre 1926 et 1970 et a diminué par la suite. Le déclin post-indépendance a été particulièrement prononcé en raison de la guerre en Abkhazie.